# Narek
Narek (in armeno Նարեկ?) è un comune dell'Armenia di 1 244 abitanti (2008) della provincia di Ararat.
Il nome della cittadina deriva da Gregorio di Narek, poeta e monaco armeno.